# Filippo Strozzi der Jüngere
Filippo Strozzi, genannt il Giovane (der Jüngere), eigentlich Giovan Battista Strozzi (* 4. Januar 1489; † 18. Dezember 1538) war ein Mitglied der florentinischen Patrizierfamilie Strozzi.

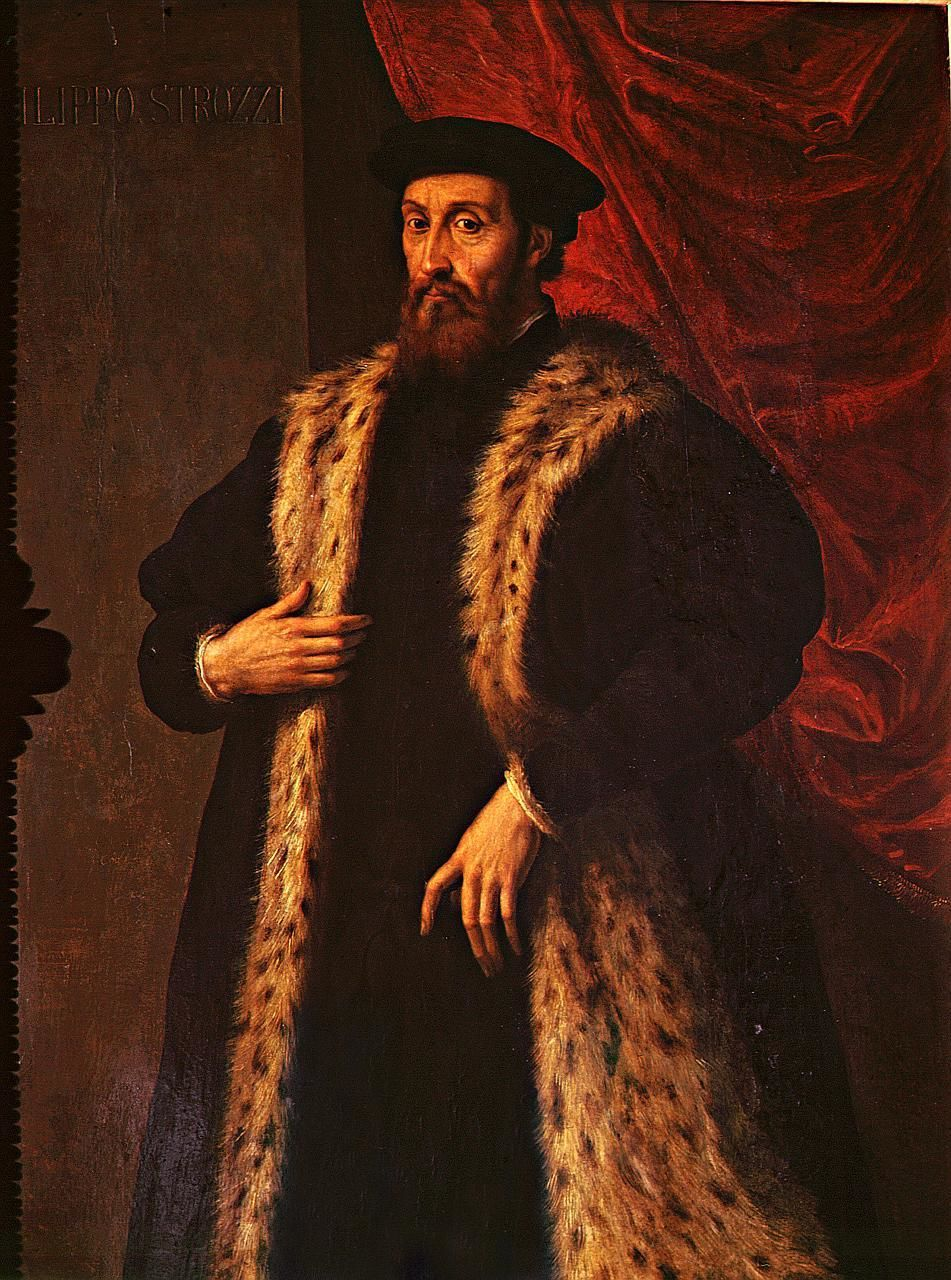
Filippo Strozzi (der Jüngere) – Porträt von Jacopino del Conte

## Leben
Er war der Sohn des älteren Filippo Strozzi und war mit Clara de’ Medici (1493–1528), einer Schwester von Lorenzo di Piero de’ Medici, verheiratet.
Er trat jedoch – nach anfänglicher Unterstützung – dessen Hegemoniestreben entgegen und war dann einer der Anführer im erfolgreichen Aufstand von 1527: Als er, vor allem aber seine Ehefrau, ihr Gewicht in die Waagschale gegen die Medici warfen, und die Magistrate sich daraufhin für deren Ausschluss von der Macht aussprachen, verließen Silvio Passerini, Ippolito de’ Medici und Alessandro de’ Medici am 17. Mai 1527 die Stadt.
Bei der Rückkehr Alessandros 1530 zog sich Filippo Strozzi nach Venedig zurück, übernahm nach Alessandros Ermordung am 6. Januar 1537 dann die Führung einer Gruppe von exilierten Republikanern, um die Stadt zurückzuerobern. Er wurde jedoch von Alessandros Erben Cosimo I. de’ Medici geschlagen, gefangen genommen sowie gefoltert und beging schließlich Suizid.

Wappen der Familie Strozzi
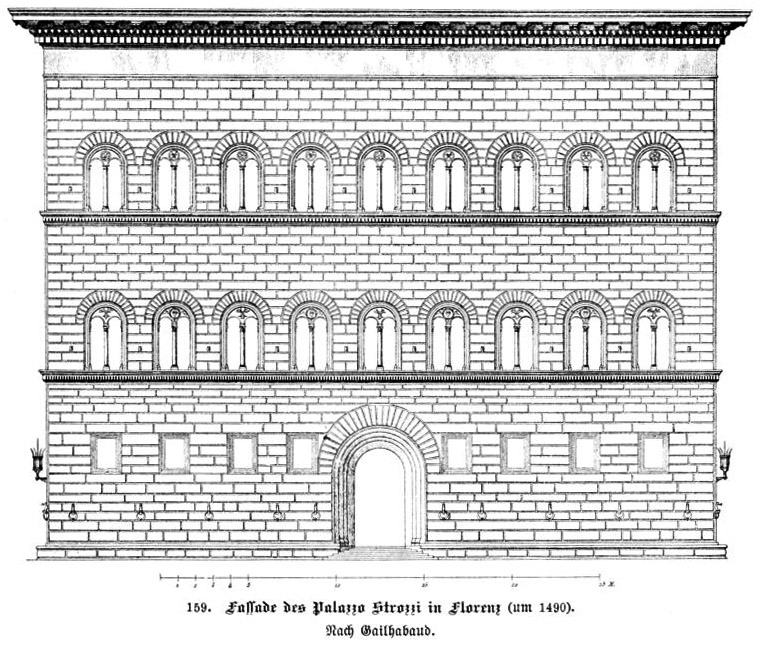
Palazzo Strozzi (Florenz)